# AS Dragons Bilima
AS Dragons Bilima este un club de fotbal congolez din Kinshasa, Republica Democrată Congo. Începând din sezonul 2007/2008, ei joacă în liga Linafoot, cel mai înalt nivel al fotbalului profesionist din RD Congo. Jocurile lor de acasă se joacă pe Stade Cardinal Malula. În trecut, clubul s-a mai numit și Amicale Sportive Bilima.

## Istoria Clubului
Clubul a fost fondat în 1938 sub numele AS Bilima. După independența țării față de Belgia în iunie 1960, echipa s-a transformat într-un club de frunte, ce s-a dovedit în 1965 când au câștigat primul campionat. Ulterior, s-a dezvoltat o dominație între trio-ul AS Vita Club, Imana Kinshasa și Tout Puissant Mazembe, care pe parcursul anilor s-a dovedit a fi greu de înfrânți. În 1969, omul de afaceri congolez Edouard Mwe di Malila Apenela a început să conducă As Dragons ca președinte și finanțator al acestora. La sosirea sa, el a adus jucători precum Pembele Ngunze, Magie Mafwala și Romain Bamuleke. Datorită angajamentului său financiar și moral, echipa a ajuns în finala Cupei Africane a Cluburilor Campionilor, după al doilea titlu de campionat din 1979 și 1980. Echipa adversă cameruneză Canon Yaoundé a câștigat finala. După un alt titlu din 1982, echipa a câștigat un al patrulea titlu de campionat, ajungând din nou în finala din 1985 în Cupa Africii a Cluburilor Campionilor, dar adversarul din finală FAR Rabat s-a dovedit a fi prea puternic. În anii 1990, clubul a fost numit Amicale Sportive Bilima, pur și simplu AS Bilima și a câștigat de mai multe ori Cupa RD Congo. Cu toate acestea, echipa nu a putut egala realizările anterioare. Mai târziu, omul de afaceri Edouard Mwe di Malila Apenela a renunțat postul de președinte lăsând controlul clubului altora. El rămâne în club ca finanțator și ca președinte al comitetului director. În prezent, Lili Lumande este președintele clubului.

## Palmares și statistici

### Titluri și trofee
| Competiții Naționale | Competiții Continentale                                |
| - Campionatul RD Congo (4) : - Campioni : 1965, 1979, 1982, 1984. - Cupa RD Congo (5) : - Câștigători : 1965, 1996, 1997, 1998, 1999. - Finaliști : 1985, 2006, 2009. | - Liga Campionilor CAF : - Finalistă (1) - 1980, 1985. |

### Finale
| Finale jucate de Dragons Bilima în Cupele Continentale – CAF | Finale jucate de Dragons Bilima în Cupele Continentale – CAF | Finale jucate de Dragons Bilima în Cupele Continentale – CAF | Finale jucate de Dragons Bilima în Cupele Continentale – CAF | Finale jucate de Dragons Bilima în Cupele Continentale – CAF |
| Liga Campionilor                                             | Liga Campionilor                                             | Liga Campionilor                                             | Liga Campionilor                                             |                                                              |
| Pierdute                                                     | Pierdute                                                     | Pierdute                                                     | Pierdute                                                     |                                                              |
| Anul                                                         | Finalistă                                                    | Scor                                                         | Adversar                                                     |                                                              |
| ------------------------------------------------------------ | ------------------------------------------------------------ | ------------------------------------------------------------ | ------------------------------------------------------------ | ------------------------------------------------------------ |
| 1980                                                         | AS Dragons                                                   | 2 - 5                                                        | Canon Yaoundé                                                |                                                              |
| 1985                                                         | AS Dragons                                                   | 3 - 6                                                        | FAR Rabat                                                    |                                                              |

## Performanță în competițiile CAF
- Cupa Africii a Cluburilor Campionilor : 4 prezențe

1966 : Prima rundă
1980 : Finalistă
1983 : sferturi de finală
1985 : Finalistă
- Cupa Cupelor CAF : 4 prezențe

1997 - s-a retras în runda a doua
1998 - Runda a doua
1999 - sferturi de finală
2000 - Prima rundă

## Legături externe
- Profilul echipei – soccerway.com
- twitter